# Sukamelang (Subang)
Sukamelang is een bestuurslaag in het regentschap Subang van de provincie West-Java, Indonesië. Sukamelang telt 15.971 inwoners (volkstelling 2010).